# Classica Sarda 2010
La Classica Sarda 2010, nome con il quale fu chiamata la trentaduesima edizione della Sassari-Cagliari, valida come evento dell'UCI Europe Tour 2010 categoria 1.1, si svolse il 28 febbraio 2010 su un percorso di 187,6 km. Fu vinta dall'italiano Giovanni Visconti che giunse al traguardo con il tempo di 3h53'09".
Partenza con 128 ciclisti, dei quali 89 portarono a termine la gara.

## Squadre e corridori partecipanti
| N.    | Cod. | Squadra               |
| ----- | ---- | --------------------- |
| 1-8   | LIQ  | Liquigas-Doimo        |
| 11-18 | LAM  | Lampre-Farnese Vini   |
| 21-28 | KAT  | Team Katusha          |
| 31-38 | RSH  | Team RadioShack       |
| 41-48 | FOT  | Footon-Servetto       |
| 51-58 | ISD  | ISD-Neri              |
| 61-68 | ASA  | Acqua & Sapone        |
| 71-78 | COG  | Colnago-CSF Inox      |
| 81-88 | BBO  | Bbox Bouygues Telecom |

| N.      | Cod. | Squadra                         |
| ------- | ---- | ------------------------------- |
| 81-88   | BBO  | Bbox Bouygues Telecom           |
| 91-98   | AND  | Androni Giocattoli              |
| 101-108 | DER  | De Rosa-Stac Plastic            |
| 111-118 | FLM  | Ceramica Flaminia-Bossini Docce |
| 121-128 | MIE  | Miche                           |
| 131-138 | DEU  | Germania                        |
| 141-148 | MKT  | Meridiana-Kamen Team            |
| 151-158 | AMO  | Amore & Vita-Conad              |

## Ordine d'arrivo (Top 10)
| Pos. | Corridore         | Squadra        | Tempo    |
| ---- | ----------------- | -------------- | -------- |
| 1    | Giovanni Visconti | ISD-Neri       | 3h53'09" |
| 2    | Fabio Sabatini    | Liquigas-Doimo | s.t.     |
| 3    | Geoffroy Lequatre | RadioShack     | s.t.     |
| 4    | Daniele Colli     | Cer. Flaminia  | s.t.     |
| 5    | Fabio Felline     | Footon         | s.t.     |
| 6    | Francesco Gavazzi | Lampre         | s.t.     |
| 7    | Riccardo Chiarini | De Rosa        | s.t.     |
| 8    | Janez Brajkovič   | RadioShack     | s.t.     |
| 9    | Michele Scarponi  | Androni Gioc.  | s.t.     |
| 10   | Maxime Vantomme   | Katusha        | s.t.     |